# اسکن لیزری
اسکن لیزری تغییر کنترل شده ی سرعت لیزرهای نور به صورت مرئی و نامرئی می باشد. این لیزرها در چاپ سه بعدی، نمونه سازی سریع، ماشین های پردازش ماده، حکاکی با لیزر، سیستمهای لیزی برای درمان پیر چشمی، میکروسکوپ هم کانونی، پرینت لیزری، در نمایشهای لیزری و تلویزیون لیزری و بارکدخوان ها کاربرد دارند.

## فن آوری

### اسکن آینه ها

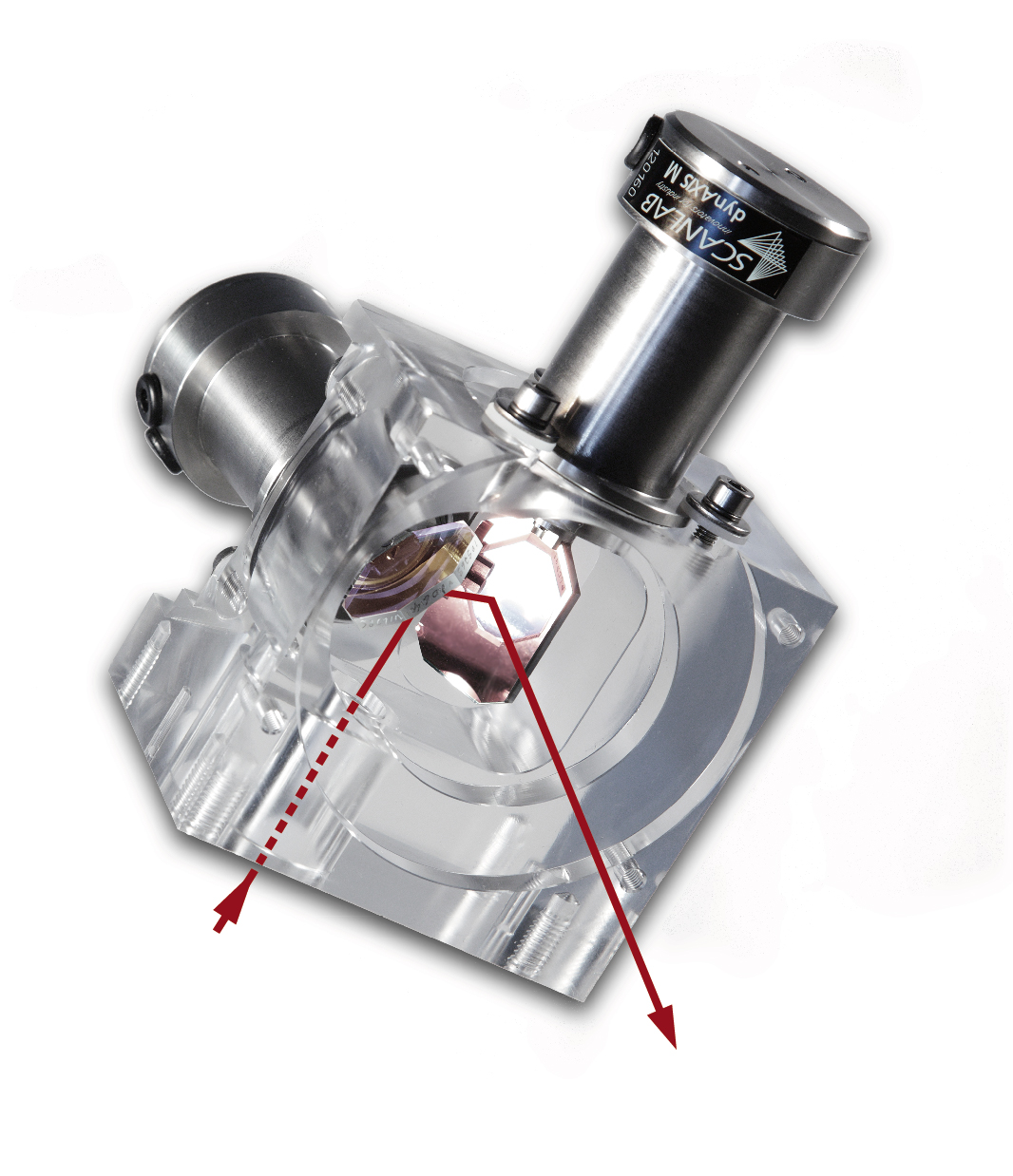
ماژول اسکن لیزری با دو گالوانومتر، از Scanlab AG. فلش قرمز مسیر پرتو لیزر را نشان می دهد.

معمولا اسکنرهای لیزری از آینه های متحرک برای هدایت لیزر استفاده می کنند. هدایت لیزرها میتواند در یک جهت، مانند پرینتر لیزری، یا دوجهته مانند لیزرهای مورد استفاده در نمایشها باشد. علاوه بر آن، آینه ها می توانند حرکتی پریودیک مانند یک آینه چند ضلعی داشته باشند که در بارکدخوانها به صورت گالوانومتر رزونانسی وجود دارد باشد یا اینکه به صورت بی قید حرکت کند مانند گالوانومتری که با سرووموتر کنترل می شود.  بعضی از اسکنرها نیز از اسکن رستر و اسکن برداری برای تمایز گذاشتن بین دو شرایط استفاده میکنند. برای کنترل حرکت اسکن، اسکنرها به رمزگذار چرخشی و کنترل الکترونیکی احتیاج دارند در فاز و زاویه مناسب و همچنین جریان الکتریکی مناسب برای آینه چندضلعی  یا گالوانومتر که بدان گالوس هم می گویند. یک نرم‌افزار حرکت اسکن را کنترل و اگر پرینت سه بعدی در کار باشد داده برداری نیز می کند.
برای موقعیت بندی لیزر در دو جهت، ممکن است آینه در دو محور بچرخد( معمولا برای اسکن های کند) یا اینکه نور لیزر را به دو آینه که در فاصله ی نزدیک به وصورت متعامد قرار گرفته اند منعکس کند. سپس این دو آینه اگر صاف یا چند ضلعی توسط یک گالوانومتر یا با یک موتور الکتریکی کنترل می شوند، به ترتیب.  سیستم های دو جهته برای اکثر سیستمها و کاربردها در پردازش مواد  یا میکروسوپ های دوکانونی و علوم پزشکی از واجبات می باشند. بعضی از کاربردها نیز هستند که به لیزر در سه جهت نیاز دارند. این مهم با سروو کنترلی که به نام فوکوس شیفتر یا زد شیفتر شناخته میشود عملی میشود. اسکنرهای لیزری بسیاری اجازه تغییر میزان لیزر را می دهند.
در تلویزیون ها و نمایشگرهای لیزری سه رنگ اصلی قرمز، آبی و سبز با یکدیگر ترکیب و سپس در یک لیزر توسط دو آینه منعکس می شوند.
همان‌طور که اشاره شد دو روش متداول جابجایی آینه ها موتور الکتریکی یا گالوانومتر می باشد. اگرچه از عملگرهای پیزوالکتریک یا مگنتواستریکشن نیز میتوان استفاده کرد. این دو سرعت زاویه ای بالاتر دارند اما معمولا به ازای ماکسیمم زاویه کمتر. میکرو اسکنرها نیز که از خانواده های دستگاه های ممز شناخته می شوند( اندازه های میلی متری) در پروژکتورهای دستی استفاده شده و قابلیت کج  شدن در یک یا دو جهت را دارند.
اسکنرهای گالوامومتریک رزونانسی اپتیکی در سرعتهای بالا می توانند باعث پدیده ی غیر انکساری محدود تغییر جهت موج شوند که در کیفیت تصاویر با رزولوشن بالا تاثیر می گذارد. این اعوجاجها می توانند با آینه های ضخیم تر و کم چگالی تر حل شوند.

### اسکن اپتیک های انکساری
زمانی که دو منشور رایزلی بر خلاف جهت چرخش می کنند یک ستون لیرزری می تواند داخل یک مخروط اسکن شود. این نوع از اسکنرها در ردیابی موشکها استفاده می شوند.
زمانی که عدسی ها بر خلاف جهت یکدیگر حرکت یا چرخش می کنند، لیزر مانند لیزرهای آینه ای اسکن می شود.

### اثرات مواد
بعضی از لیزرهای اسکنی به جای آینها از الکترواپتیک و سول های برگ استفاده می کنند. این مکانیزمها بالاترین فرکانس داده برداری را ارائه می دهند. از آنان در سیستمهای لیرزری تلویزیون استفاده می شود. باید بدین نکته نیز توجه داشت که این سیستمها گرانتر از لیزرهای آینه ای می باشد.

### اسکن آرایه فازی
تحقیقات در جریان است تا به تکنولوژی اسکن از طریق آرایه فازی دست پیدا شود. این متد برای اسکن رادارها بدون اجزا متحرک استفاده می شود. از طریق لیزر تابش سطحی با کاواک عمودی، پیش بینی می شود که بتوان اسکنرهای پرسرعت تری در آینه داشت.

## برنامه های کاربردی

### اسکن اشیاء سه بعدی

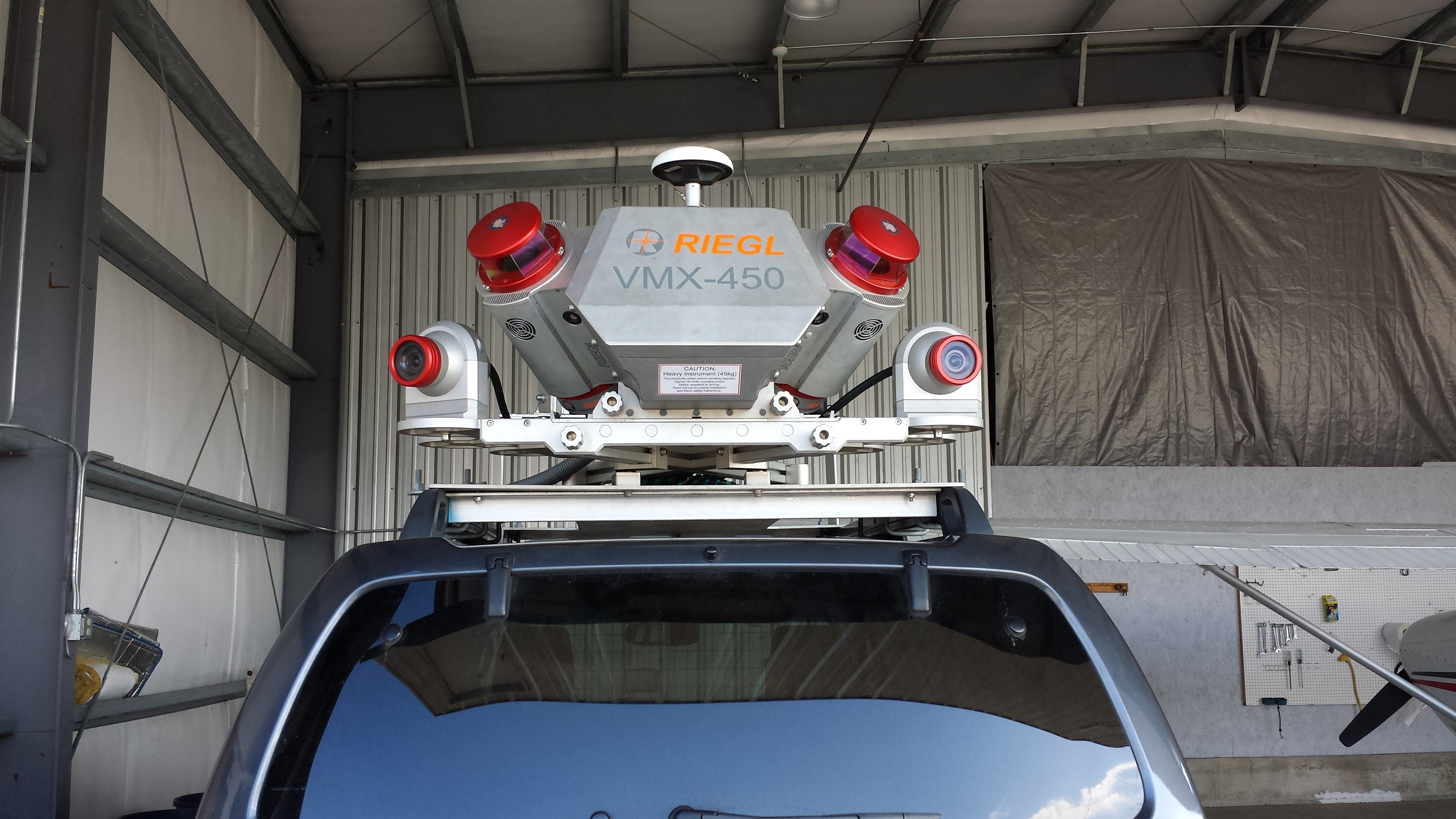
یک سیستم اسکن لیزری متحرک با سرعت بالا برای جمع آوری داده های سه بعدی که بر روی خودرو نصب شده است.

در اسکن 3 بعدی اشیاء، اسکنر لیزری (لیدار) اسکنر هدایت لیزر را با فاصله یاب لیزری ترکیب می کند.  توسط محاسبه مسافت در هر جهت اسکنر به سرعت شکل سطحی اشیا، ساختمان ها و مناظر طبیعی را جذب می کند. ساخت یک تصویر 3 بعدی منوط به ترکیب صفحات متعددی است که از زوایای مختلف از شی گرفته شده است، یا اضافه کردن سایر قیدها. اشیا کوچکتر می توانند بر روی پایه های چرخان قرار داده شوند که به نام فتوگرامتری نیز شناخته می شوند.
اسکن 3 بعدی باعث پیشرفت فرایند طراحی شده و سرعت را بالاتر برده و  خطاهای جمع آوری داده ها کاهش می دهد و هزینه و زمان را بهینه می کند می توان از آن به عنوان یک جایگزین مناسب برای روش های گذشته نام برد.  نقشه برداری ، باستان شناسی

### پردازش مواد
با توجه به قدرت لیزر اثر آن نیز بر روی قطعه در حال کار متفاوت خواهد بود. لیزرهای با قدرت کمتر در حکاکی و فرسایش لیزری استفاده می شوند. در توانهای بالاتر ماده تبدیل به سیال شده و  میتوان از به عنوان جوشکاری لیزری یا برش لیزری نیز در توانهای بالاتر از آن نیز استفاده کرد. لیزرهای مدرن می توانند بلوک های فولادی با قطر 10 سانتی متر را بریده و قطعاتی از سطح جدا کنند که اندازه ای در حد چند میکرومتر داشته باشند.
توانایی لیزر در سخت سازی پلیمرها به همراه اسکن لیزری در نمونه‌سازی سریع کاربرد دارد. توانایی ذوب کردن پلیمرها و فلزات توسط لیزر به  تف جوشی یا ذوب لیزر منتهی می شود.
قاعده کلی در تمام این کاربردها به یک صورت است: نرم افزاری که در یک  رایانه شخصی یا سیستم تعبیه شده اجرا میشود و تمامی پروسه ی را توسط یک کارت اسکنر کنترل می کند.  این کارت اطلاعات برداری دریافت شده را به اطلاعات حرکتی تبدیل و به  عملگر اسکنر می فرستد. این عملگر شامل دو آینه می شود که توانایی بازتاب لیزر در جهت های X و Y محور مختصات را دارد. اگر نیاز باشد جهتی دیگر به عنوان مختصات Z به مدار اضافه خواهد شد.
اسکن کردن لیزر در بعد سوم فضایی در بعضی کاربردهای ویژه مانند حکاکی لیزرزی صفحات خمیده و انحنادرا یا در شیشه ها که می بایست اثری مادی در یک پوزیشن خاص داشت کاربرد دارد. در این نوع کاربردها می بایست تا جایی که امکان دارد نقطه کانونی کوچکتر شود.
برای گسترش کاربرد اسکنها و یا متریال بیشتر در روند تولید، اسکنرهایی با بیشتر از یک عملگر( اسکن هد) مورد استفاده قرار می گیرند. در اینجا نرم‌افزار می بایست کنترل کند که دقیقا چه چیزی در این چندعملگری بودن رخ می دهد. ممکن است تمام عملگرهای موجود در یک نقطه مشترک برای اتمام سریعتر کار کنند یا اینکه یک وظیفه را به صورت موازی دنبال کنند در یک محیط کاری بزرگتر.

### بارکدخوان ها
بسیاری از بارکدخوان ها ، مخصوصا آنهایی که توانایی خواندن بارکد در فواصل چند متر را دارند، از لیزر اسکنی استفاده میکنند. در این دستگاه ها، یک ستون لیزری نیمه هادی معمولا توسط یک آینه رزونانسی اسکن می شود.آینه ها توسط الکترومغناطیس حرکت کرده و از پلیمر با روکش فلز ساخته شده اند.

### پرواز فضایی
زمانی که یک وسیل نقلیه فضایی می خواهد در ایستگاه فضایی لنگر بیندازد، میبایست موقعیت را به صورت دقیقی کنترل و رصد کند. برای به دست آوردن موقعیت نسبی وسیله نسبت به ایستگاه فضایی، اسکنرهای لیزری بر روی وسایل نقلیه فضایی تعبیه شده اند به صورتی که بعد از به دست آوردن هندسه و شمایل ایستگاه فضایی به کمک یک کامپیوتر دستورها مانور را صادر می کنند. اسکنرهای گالوانومتری رزونانسی برای این کاربردها مورد استفاده قرار می گیرند.

### نمایش های لیزری
نمایشگرهای لیزری معمولا از دو گالوانومتر در یک اسکنر دو مختصاتی دکارتی استفاده میکنند تا الگوها و تصاویر را بر روی دیوارها، سقف ها و دیگر صفحات منعکس کنند که همچنین شامل دود در تئاترها و نمایش ها و مه مصنوعی برای سرگرمی می شود.